# Бостонский душитель (прозвище)
Бостонский душитель (англ. Boston Strangler) — прозвище ранее неустановленного серийного маньяка, виновного в убийстве 13 женщин в Бостоне, штат Массачусетс, в начале 1960-х годов. Преступления были приписаны Альберту ДеСальво на основании его признания, судебных разбирательств и экспертизы ДНК, связывающих его с последней жертвой, однако до сих пор высказываются предположения, что преступник был не один.

## Серия убийств
В период с 14 июня 1962 года по 4 января 1964 года в районе Бостона были убиты 13 одиноких женщин в возрасте от 19 до 85 лет. Большинство из них подверглось сексуальному насилию и было задушено в своих квартирах; полиция считала, что преступник был один. Поскольку следов взлома в их домах не было, предполагалось, что женщины впустили нападавшего либо потому, что знали его, либо потому, что считали его курьером или другим работником сферы обслуживания. Нападения продолжались, несмотря на широкую огласку в СМИ после первых нескольких убийств, что, предположительно, должно было отбить у женщин охоту впускать незнакомцев в свои дома. Некоторые женщины переехали из этого района.
Убийства произошли в нескольких городах, включая Бостон, что осложнило юрисдикционный надзор и координацию действий полиции. Генеральный прокурор штата Массачусетс Эдвард У. Брук помог скоординировать действия различных полицейских сил. Полиция не была убеждена в том, что все убийства были совершены одним человеком, хотя большая часть общественности считала именно так. Очевидные связи между большинством жертв и убийцами широко обсуждались.

## Признание ДеСальво
27 октября 1964 года незнакомец вошёл в дом молодой женщины, представившись детективом. Он привязал жертву к кровати, совершил над ней сексуальное насилие и внезапно ушёл, сказав на прощание «простите». По описанию нападавшего, данному женщиной, полиция опознала в нём ДеСальво. Когда была опубликована его фотография, многие женщины опознали в нем того, кто напал на них. Ранее, 27 октября, ДеСальво выдал себя за автомобилиста, у которого возникли проблемы с машиной, и попытался проникнуть в дом в Бриджуотере, штат Массачусетс. Владелец дома, будущий начальник полиции Броктона Ричард Спроулз, заподозрил неладное и выстрелил в ДеСальво из ружья.
Первоначально ДеСальво не подозревали в причастности к убийствам с удушением. После того как ему было предъявлено обвинение в изнасиловании, он дал подробное признание, в котором назвал себя Бостонским душителем. Первоначально он признался своему сокамернику Джорджу Нассару. Нассар сообщил о признании своему адвокату Ф. Ли Бейли, который также взял на себя защиту ДеСальво. Полиция была поражена точностью описания ДеСальво мест преступления. Были некоторые несоответствия, но ДеСальво смог привести детали, которые были скрыты от общественности.

### Экспертиза ДНК
11 июля 2013 года Департамент полиции Бостона объявил, что была проведена ДНК-экспертиза, доказывающая связь ДеСальво с убийством Мэри Салливан (ДНК семенной жидкости на месте преступления почти полностью совпала с ДНК племянника ДеСальво). Суд постановил провести эксгумацию трупа ДеСальво для непосредственного анализа с его ДНК. 19 июля 2013 года окружной прокурор округа Саффолк Дэниел Ф. Конли, генеральный прокурор штата Массачусетс Марта Кокли и комиссар полиции Бостона Эдвард Ф. Дэвис объявили результаты анализа ДНК, доказывающие, что ДеСальво был источником семенной жидкости, обнаруженной на месте убийства Салливан в 1964 году.

## В массовой культуре
Образ Бостонского душителя получил широкую известность, о нём было снято несколько фильмов, написано несколько новелл и книг.